# Шкатулка, в которой была Тьма
«Шкатулка с темнотой» (англ. Darkness Box) — фэнтезийно-аллегорический рассказ американской писательницы Урсулы Ле Гуин, написанный в 1963 году.
Входит в сборник «Двенадцать румбов ветра», а также в антологии «Lichtjahr 5» (1986), «Masterpieces of Fantasy and Wonder» (1989), «Сказки американских писателей» (1992) и «Фата-Моргана 9» (1994). Рассказ издавался на русском языке в различных сборниках десять раз суммарным тиражом более 440 тыс. экземпляров.
Существуют несколько вариантов перевода названия:
- Т. Чернышева (Сундучок темноты)
- Ж. Сигошина (Шкатулка с темнотой)
- Е. Кофман (Ларец с темнотой)

## Персонажи
- Дики — маленький сын ведьмы, розовощёкий и пухлый мальчик. Именно он в начале рассказа нашёл на морском берегу шкатулку с темнотой.
- Ведьма — молодая мать Дика, колдунья, живёт в хижине на четырёх птичьих ногах, стоящей на мысе. У женщины темнокожее лицо, чёрные, как уголь, волосы; она очень красива, впрочем, иногда её внешность меняется и лицо начинает казаться осунувшимся и постаревшим. Она гадает по магическим кристаллам и летает на метле.
- Рикард — молодой принц, высокий, стройный, красивый юноша со светлыми волосами. Носит серебряный шлем, белые доспехи и плащ, ездит верхом на белом жеребце с серебряными копытами.
- Изгнанник — родной брат принца Рикарда, его имя в рассказе не названо, он описан как высокий мужчина в сером плаще. Отец изгнал его из королевства по неизвестной причине, тогда принц привёл корабли с войском, чтобы осадить столицу и занять трон. Ведьма говорит о нём: «он не пожелал ни подчиняться, ни командовать».
- Король — отец Рикарда и его неназванного брата, седовласый человек свирепого вида в железной короне. Когда-то он принёс шкатулку в дар морю, однако оно отвергло её.
- Грифон — единственный питомец принца Рикарда, чудовище со змеиным хвостом, мощными крыльями и железным клювом, помогающее хозяину в битве. Грифон не разговаривает, только издаёт птичьи звуки или мурлычет по-кошачьи, хотя и понимает человеческую речь.
- Кот — домашний питомец ведьмы, говорящее магическое животное, у него чёрная шерсть и негромкий человеческий голос. По всей видимости, его морда может выражать эмоции, например, улыбку.

## Сюжет
Действие рассказа происходит в вымышленном мире, который, несмотря на некоторые сходства, не относится к циклу о Земноморье. В этом мире несолёное море, в небе нет солнца, люди не отбрасывают тени и не оставляют следов, а время по неизвестным причинам замерло на без десяти десять. В мире рассказа существует магия и обитает множество магических животных, таких как грифоны, гиппогрифы, морские змеи, химеры, единороги и прочие.
Наследный принц Рикард должен защищать столицу королевства от своего брата-изгнанника, который хочет осадить город и захватить власть. Битва повторяется снова и снова, и каждый раз Рикард убивает брата и победоносно возвращается в столицу к своему отцу-королю, мёртвые почти тут же оживают и всё происходит снова. Дики, сын ведьмы, находит на морском берегу деревянную шкатулку, облепленную песком и ракушками. Шкатулка не заперта, и внутри у неё темнота. Мальчик дарит шкатулку принцу Рикарду, когда тот после битвы едет в столицу мимо ведьминой хижины. Принц, в свою очередь, хочет подарить ларчик отцу, но король, хоть и узнаёт этот предмет, когда-то принадлежавший ему, велит сыну оставить его себе и обязательно держать закрытым. Снова собираясь на битву с братом, Рикард случайно роняет шкатулку, и Тьма выливается из неё наружу, помещения наполняются тенями. Ручной грифон принца нападает на своего хозяина, и Рикард вынужден его убить. Кот ведьмы, наблюдавший за всем этим, говорит принцу, что следующее сражение будет последним и теперь живые существа будут умирать навсегда. Городские часы бьют десять, люди отбрасывают тени, а в небе светит Солнце.